# Euproctis albovenosa
Euproctis albovenosa är en fjärilsart som beskrevs av Semper 1899. Euproctis albovenosa ingår i släktet Euproctis och familjen tofsspinnare. Inga underarter finns listade i Catalogue of Life.